# Ермолаев, Алексей Константинович
Алексе́й Константинович Ермола́ев  - советский учёный, государственный и политический деятель, доктор сельскохозяйственных наук, профессор.

## Биография
Родился в 1905 году в Стерлитамаке. Член ВКП(б).
С 1934 года - на хозяйственной, общественной и политической работе. В 1934-1968 гг. — в Управлении животноводства Наркомата земледелия Башкирской АССР, заместитель заведующего Уфимского районного земельного отдела, начальник Управления, директор Башкирского племенного рассадника, комиссар земледелия Башкирской АССР, директор Саратовского института сельского хозяйства и мелиорации, первый заместитель председателя Совета Министров АССР, директор Башкирского сельскохозяйственного института, заместитель директора Самаркандского сельскохозяйственного института, ректор Великолукского сельскохозяйственного института.
Избирался депутатом Верховного Совета РСФСР 3-го созыва, депутатом Верховного Совета БАССР 1-го созыва.
Умер в Великих Луках в 1971 году.